# تشارلز ن. دانيلز
تشارلز ن. دانيلز (بالإنجليزية: Charles N. Daniels)‏ هو مهندس معماري أمريكي، ولد في 26 نوفمبر 1828 في ليون في الولايات المتحدة، وتوفي في 15 أكتوبر 1892 في تاكوما في الولايات المتحدة.